# Militära grader i Uruguay

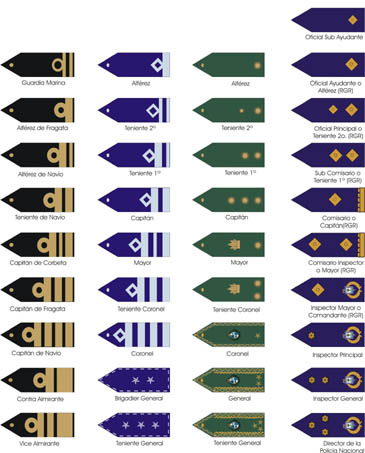
Officersgrader i Uruguays marin, flygvapen, armé och polis

Militära grader i Uruguay visar den militära rangordningen i Uruguays försvarsmakt (Fuerzas armadas del Uruguay), armén (Ejercito Nacional), marinen (Armada Nacional) och flygvapnet (Fuerza Aerea Uruguaya) samt i den paramilitära polisen (Policia Nacional).